# Pupazza frascatana
La pupazza frascatana è un dolce tradizionale di Frascati, in provincia di Roma, riconosciuto prodotto agroalimentare tradizionale laziale.

## Descrizione
Viene prodotto tutto l'anno, e i suoi ingredienti tipici di base sono farina 00, olio extravergine d'oliva, miele millefiori dall'Agro pontino, aroma d'arancio.
Il dolce raffigura una donna con tre seni, occhi e bocca sono talvolta di semi d'orzo.

## La leggenda[1][3][2]

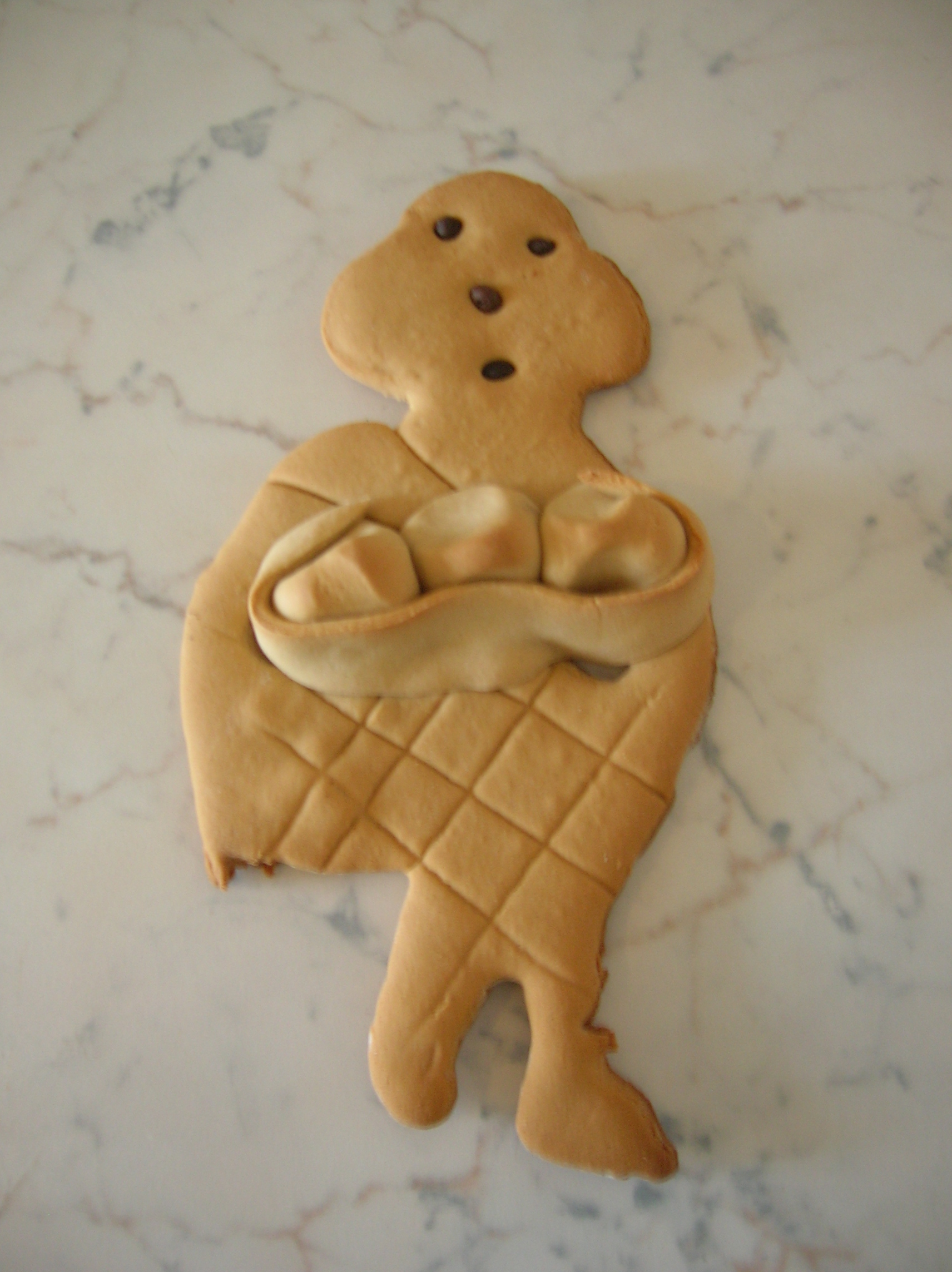
Una pupazza frascatana fatta in casa

La leggenda legata alla pupazza vuole che rappresenti una mammana, una balia che teneva a custodia i bambini delle donne impegnate nella vendemmia. Questa mammana era in grado di ammansire anche i bambini più agitati e capricciosi: a differenza delle sue colleghe, infatti, li imboniva allattandoli a un seno finto con del buon vino di Frascati. Così, il dolce raffigura una donna con tre seni, due per il latte e uno per il vino.
La leggenda, nata negli anni sessanta, oltre a legarsi goliardicamente alla viticoltura, una delle maggiori realtà produttive frascatane, si è diffusa in pochi anni come patrimonio iconografico locale. Sul territorio italiano si producono altri dolci detti pupazze, ma la pupazza frascatana è l'unica pupazza a rappresentare la figura femminile con tre seni.

## Variante
Oltre a tale versione ne è presente anche un'altra, definita pupazza del Frusinate, molto simile a questa e derivante dalla cultura contadina, l'uovo posto al centro simboleggia la nascita di una nuova vita e simbolo di resurrezione. La ricetta è molto simile a quella sopraccitata ma con la differenza che vanno molte uova.
Queste due ricette hanno storia simile poiché nascono nell'Agro pontino e poi vengono portate nei vari luoghi, da Frascati a Tivoli e Frosinone.